# Gynochthodes australiensis
Gynochthodes australiensis är en måreväxtart som beskrevs av Jan Thomas Johansson. Gynochthodes australiensis ingår i släktet Gynochthodes och familjen måreväxter. Inga underarter finns listade i Catalogue of Life.